# دانیلو رومانوویچ
دانیال گالیسیا (اوکراینی: Данило Романович (Галицький)، آوانگاری: Danylo Romanovych (Halytskyi);1201 – ۱۲۶۴ (۶۲−۶۳ سال)) سیاستمدار اهل پادشاهی گالیسیا-وولینیا بود.